# Miquel Pucurull i Fontova
Miquel Pucurull i Fontova (Barcelona, 3 de desembre de 1938) és un atleta popular català, destacat en maratons, que ha estat capçalera de diversos diaris i mitjans de comunicació per la seva trajectòria esportiva i personal.

## Biografia
Pucurull, que viu i corre a Barcelona, va començar a córrer quan tenia 41 anys, per perdre pes, i des d'aleshores ha corregut ja més de 45 maratons i 600 carreres atlètiques. Fill menor d'un conductor de tramvies i d'una portera de l'Eixample de Barcelona, professionalment, va començar fent de sastre i va acabar especialitzant-se en ofimàtica, i treballant com a director comercial, fins que va arribar-li la jubilació el 2004. L'afició atlètica la traslladà a tota la família. La seva esposa ja ha corregut 6 maratons i la seva filla Elisenda Pucurull Caldentey fou Campiona de Catalunya de Marató de forma consecutiva en tres ocasions des de 1989 fins a 1991.
El 2005, quan es va suprimir la Marató de Barcelona, va encapçalar la campanya ciutadana que faria retornar la prova a la ciutat l'any següent. Pucurull ha treballat, també, pel reconeixement de la tasca de Ramon Oliu, qui va ser el creador i principal impulsor de la primera marató de Catalunya, a Palafrugell, l'any 1978, en l'origen de l'actual Marató de Barcelona. Aquest reconeixement es concretà en la inauguració, el 2013, d'un monòlit a Montjuïc en homenatge a la figura d'Oliu, mort el 2005. També ha estat l'organitzador de la Cursa de Cantonigròs, el poble que va veure néixer Ramon Oliu.
El 2014 va endegar una campanya solidària de recaptació de fons, en paral·lel a la preparació de la seva 43a marató, mitjançant la qual va recaptar fons per ajudar a la investigació de l'Hospital Sant Joan de Déu sobre la diabetis infantil. Aquesta campanya ha tingut continuïtat durant els quatre anys següents.
El 2016 va publicar el seu primer llibre ‘Mai no és tard’ De llavors ençà ha participat en diversos programes radiofònics, entre els quals Ultraesports de RAC1, ha escrit articles en diversos diaris, i ha participat com a convidat en diverses xerrades i taules rodones.
El 2022 es va publicar ‘Gambada a gambada: L'alegria de córrer’ un compendi de relats escrits per Miquel Pucurull sobre la seva afició a córrer, un exercici del qual n'ha fet la seva forma de vida. Al llarg de les pàgines del llibre hi ha recomanacions, vivències, consells per mantenir-se en forma, reflexions sobre com afrontar el pas dels anys, relats dels objectius aconseguits i consideracions sobre l'avenç de les dones en el món de l'esport. Pucurull ha reivindicat que l'exercici físic és un element extraordinari per viure millor i que a ell li va servir per millorar la salut i eliminar l'estrès.

## Publicacions
- Mai no és tard (2016)[10]
- Historial de la Marató de Barcelona[16]
- Gambada a gambada. L'alegria de córrer (Columna, 2022) ISBN 9788466429665[17]